# Економіка Саудівської Аравії
Саудівська Аравія — одна з найбільших нафтодобувних країн світу.

## Загальна характеристика
Уряд заохочує розвиток приватного сектора і змішаних компаній з участю інозем. капіталу. Основні галузі промисловості: нафтова і нафтопереробна, цементна, конструкційних м-лів. Нафт. пром-сть забезпечує понад 80 % надходжень в держ. бюджет і понад 95 % вартості експорту.
Саудівська економіка є найбільшою в арабському світі. Саудівська Аравія вважається "енергетичною наддержавою".  Вона має третю найвищу загальну оціночну вартість природних ресурсів, що оцінюється в 2016 році в 34,4 трлн дол США.
Транспорт: залізничний, автомобільний, трубопровідний, морський. У 1997 протяжність шосейних доріг становила 43 200 км, а місцевих — 96 000 км. У 1986 було завершене будівництво 24-км шосе, прокладеного по греблі, що з'єднала Саудівську Аравію і Бахрейн. Гол. морські порти: Джидда, Даммам, Ель-Джубайль, Янбу і Король-Фахд. У середині 1990-х років в країні діяли три міжнародних і 22 регіональних та місцевих аеропорти. Мережі комунікацій в Саудівській Аравії вважаються найпередовішими у всьому регіоні.
Початок видобутку нафти повністю змінив економіку країни і забезпечив її швидке зростання. Поштовхом для швидкого розвитку країни послужило створення мережі доріг, портів і комунікацій, а також демографічні зміни, зумовлені розвитком медичного обслуговування і освіти.

## Історія
Основу економіки Саудівської Аравії складає вільне приватне підприємництво. У 1992 її валовий внутрішній продукт (ВВП) був еквівалентний 112,98 млрд дол., або 6042 дол. на душу населення. У 1997 ВВП становив 146,25 млрд дол., або 7792 дол. на душу населення. Частка галузей економіки, не пов'язаних із видобутком і переробкою нафти, у ВВП збільшилася з 46 % в 1970 до 67 % у 1992 (у 1996 вона скоротилася до 65 %). На початку ХХ ст., до того, як були відкриті і почали розроблятися родовища нафти, Саудівська Аравія була однією з найбільш бідних і найменш розвинених країн світу. Основу економіки становили кочове скотарство, в меншій мірі прибережне рибальство і слабо розвинене землеробство в оазах.
За даними [Index of Economic Freedom, The Heritage Foundation, U.S.A. 2001]: ВВП — $ 135 млрд. Темп зростання ВВП — 2,3 %. ВВП на душу населення — $6516. Прямі закордонні інвестиції — $ 4,8 млрд. Імпорт (промислове обладнання, транспортні засоби, озброєння, продовольство, будівельні матеріали, наукове обладнання, продукція хімічної промисловості, тканини і одяг) — $ 46,7 млрд (г.ч. США — 21,0 %; Велика Британія — 8,5 %; Японія — 8,5 %; Німеччина — 6,3 %; Франція — 5,2 %). Експорт (г.ч. нафта) — $ 46,3 млрд (г.ч. Японія — 17,0 %; США — 14,8 %; Південна Корея — 11,0 %; Сінгапур — 8,0 %; Індія — 3,8 %).

## Промисловість

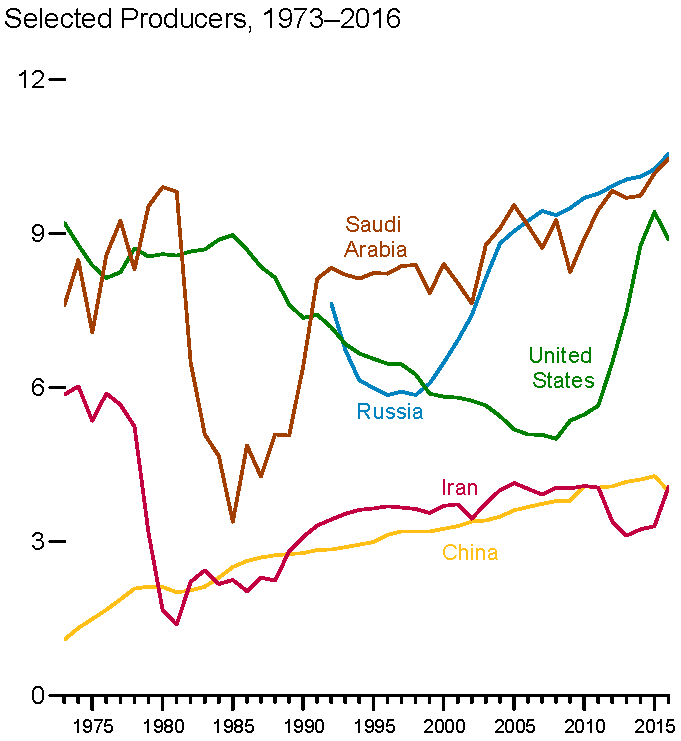
Графік нафтовидобутку головних країн-продуцентів включно з Саудівською Аравією http://www.eia.doe.gov/emeu/aer/pdf/pages/sec11_10.pdf

У минулому промисловість Саудівської Аравії була розвинена слабко, особливо галузі, не пов'язані із видобутком і переробкою нафти. У 1962 була створена урядова Генеральна організація нафти і мінеральних ресурсів (ПЕТРОМІН), в задачу якої входить розвиток нафтової і гірничодобувної промисловості, створення нових нафтових, гірничодобувних і металургійних підприємств. У 1975 було утворене Міністерство промисловості і енергетики, до якого перейшла відповідальність за підприємства ПЕТРОМІНа. Найбільшими проектами ПЕТРОМІНа став сталеливарний завод в Джидді, побудований в 1968, і нафтопереробні заводи в Джідді і Ер-Ріяді, побудовані відповідно наприкінці 1960-х і початку 1970-х років. ПЕТРОМІН також надав 51 % коштів для будівництва заводу азотних добрив в Даммамі, завершеного в 1970.
У 1976 була створена урядова Корпорація важкої промисловості Саудівської Аравії (САБІК) — холдингова компанія з початковим капіталом 2,66 млрд дол. До 1994 САБІК належало 15 великих підприємств в Джубаїлі, Янбу і Джидді, які виробляли хімікати, пластмаси, промисловий газ, сталь і інші метали. У Саудівській Аравії добре розвинені харчова і скляна галузі промисловості, ремісниче виробництво і промисловість будівельних матеріалів, зокрема цементна. У 1996 обсяг промислового виробництва склав бл. 55 % ВВП.
Саудівська Аравія є найбільшим у світі виробником опрісненої води. У середині 1990-х років 33 опріснювальних заводи країни щодня опрісняли 2,2 млрд л морської води, задовольняючи таким чином на 70 % потреби населення в питній воді.

## Сільське господарство
Частка сільського господарства у валовому внутрішньому продукті країни зросла з 1,3 % в 1970 до більше за 6,4 % в 1993. За цей період виробництво основних продуктів споживання збільшилося з 1,79 млн т до 7 млн т. Саудівська Аравія повністю позбавлена постійних водотоків. Землі, придатні для обробки, займають менше 2 % її території. Але сільське господарство Саудівської Аравії, що використовує сучасні технології і техніку, являє собою галузь, що динамічно розвивається. Площа оброблених земель зросла з 161,8 тис. га в 1976 до 3 млн га в 1993, і Саудівська Аравія перетворилася з країни, що імпортувала велику частину продовольства, в експортера харчових продуктів. У 1992 продукція сільського господарства склала в грошовому вираженні 5,06 млрд дол., при цьому експорт пшениці, фініків, молочних продуктів, яєць, риби, птиці, овочів і квітів приніс прибуток в 533 млн дол. Частка сільськогосподарського сектора в ВВП з 1985 по 1995 збільшувалася по 6,0 % на рік. У країні вирощуються також ячмінь, кукурудза, просо, кава, люцерна і рис. Важливою галуззю є тваринництво, представлене розведенням верблюдів, овець, кіз, ослів і коней.

## Енергетика
Виробництво електроенергії в Саудівській Аравії у 1992 становило 17 049МВт. Електрифіковані бл. 6000 міст і сільських населених пунктів по всій території країни. У 1998 виробництво електроенергії збільшилося до 19 753 МВт, при цьому протягом наступних двох десятиріч очікується щорічний приріст потреб в електроенергії на 4,5 %. Для їх задоволення планують збільшити виробництво електроенергії до приблизно 59 000 МВт. Виробництво електроенергії у 2015 році становило 318 млрд кВт.